# Duke Nukem 3D
Duke Nukem 3D est un jeu de tir à la première personne développé par 3D Realms et initialement commercialisé en 1996 sur PC. Troisième opus proposant d'incarner le personnage musclé et machiste Duke Nukem, le jeu oriente l'initiale série de jeu de plates-formes vers le jeu de tir, tout en apportant un ton résolument adulte et très second degré. Duke Nukem 3D obtint un grand succès, faisant de son personnage principal une figure célèbre du jeu vidéo.

## Description du jeu

### Synopsis
De retour sur Terre après ses aventures spatiales dans Duke Nukem II, Duke Nukem survole Los Angeles lorsque son vaisseau est abattu par des extraterrestres. Une centrale militaire l'informe qu'ils ont besoin d'aide et que des êtres qui ne viennent pas de la Terre sèment la panique dans la ville. Ces derniers ont envahi le monde pour asservir l'humanité, piller ses ressources minières et s'emparer des humaines. Le gouvernement décide donc d'envoyer Duke en dernier recours pour stopper l'invasion Alien.

### Système de jeu

#### Principes
Alors que les précédents opus de la série étaient des jeux de plate-forme en deux dimensions, Duke Nukem 3D est un tournant majeur dans l'évolution de la série en s'orientant vers le jeu de tir à la première personne et la 3D. Duke Nukem 3D propose au joueur de contrôler le personnage éponyme à travers 28 niveaux répartis en trois épisodes au choix (L.A. Meltdown, Lunar Apocalypse, Shrapnel City, se déroulant respectivement à Los Angeles et ses alentours, sur la Lune, et de nouveau en ville. Dans chaque niveau, Duke doit récupérer des cartes d'accès (bleue, rouge, jaune) pour lui permettre d'avancer et de trouver la fin du niveau symbolisé par un bouton d'autodestruction sur lequel il faut appuyer. Évidemment, de nombreux adversaires sont disséminés dans le niveau pour lui faire obstacle. À la fin de chaque épisode, un niveau est consacré à l'élimination d'un boss.
Tandis que la plupart des jeux de tir à la première personne de l'époque, comme Doom, n'autorisent qu'à avancer et à tirer, le personnage de Duke Nukem peut sauter, nager et même voler grâce à un jetpack. De nombreux passages du jeu se déroulent d'ailleurs dans l'eau ou dans les airs. D'autres éléments furent aussi assez novateurs pour l'époque comme la présence de nombreux éléments destructibles ou interactifs dans le décor, la possibilité d'orienter son regard à 360° que ce soit vers le haut ou le bas, l'existence d'une vue à la troisième personne, ou encore la présence d'un viseur (« crosshair ») qui permet de viser plus aisément.
Le jeu comprend quatre niveaux de difficulté croissante : Piece of Cake, Let's Rock, Come Get Some, Damn I'm Good. Les ennemis sont de plus en plus nombreux, de plus en plus résistants, et infligent de plus en plus de dégâts avec la difficulté. En mode Damn I'm Good, les ennemis abattus se relèvent au bout d'une vingtaine de secondes tant que leur cadavre n'a pas été explosé ; l'utilisation des codes triches est également bloqué ; les codes de triches ne peuvent être activés ou désactivés dans ce niveau de difficulté.

#### Équipement
Une dizaine d'armes est à la disposition du joueur pour éliminer ses adversaires, progressivement récoltée au fur et à mesure du jeu. Au corps à corps, Duke peut donner des coups de pied ce qui n'est réellement efficace que contre les ennemis les moins résistants. Par défaut, l'arme de Duke est son arme de poing, un pistolet classique. Rapidement, des armes plus puissantes sont accessibles comme un fusil à pompe, une mitrailleuse Nordenfelt à trois canons, un lance-roquette, des bombes tuyau (pipe bombs), qui sont des grenades télédéclenchables. Enfin, certaines armes sont complètement originales : le Devastator est un double lance-missile qui tire en rafale, le réducteur (Shrinker) émet un rayon qui réduit l'ennemi et permettant ainsi de l'écraser d'un coup de semelle, et le réfrigérateur (Freezer) congèle les ennemis qui peuvent ainsi être réduits en mille morceaux. Dans la version "Plutonium Pack", une arme inédite fait son apparition : le Grossisseur de particules (Expander), qui émet des rayons en rafale et à une cadence très rapide et précise, permet de grossir toute personne qui en reçoit trop jusqu'à la faire exploser, cela peut infliger également des dégâts ou la mort aux personnes qui se situeraient trop près du lieu de l'explosion. Ces différentes armes reviendront ensuite régulièrement dans les opus suivants de la série.
En plus des précédents, d'autres objets peuvent être ramassés et viennent s'ajouter à l'inventaire du personnage pour être utilisés en cas de besoin. La trousse de soin portative (portable medikit) permet de soigner les blessures du joueur n'importe quand. Les stéroïdes sont une drogue qui permet au joueur de courir plus vite et de faire plus de dégâts lorsqu'il donne des coups de pied. Les lunettes de vision nocturne permettent de se repérer dans le noir. L'« Holoduke » est un hologramme à l'effigie de Duke qui sert à tromper les ennemis. Les bottes de protection permettent de traverser des terrains dangereux (lave, déchets radioactifs…). Le scaphandre autonome permet de respirer sous l'eau et ainsi de rester immergé plus longtemps sans subir de dégâts. Enfin, le jetpack permet au joueur de voler dans tout le niveau, ce qui permet souvent d'accéder à des recoins cachés ou de progresser plus rapidement (niveau 1 épisode 1, par exemple).

#### Ennemis
Les nombreux adversaires du jeu sont en grande majorité des extraterrestres et des monstres mutants. Plusieurs d'entre eux ont ensuite été repris dans les jeux suivants. Duke doit aussi faire face à des requins, des tourelles et des robots-sentinelles volantes.
- Le Fantassin de base est envoyé par des dirigeants impitoyables comme première vague offensive contre les défenses terriennes. Il est armé d'un pistolet à laser et peut également attaquer depuis les airs à l'aide d'un jetpack. Bien que modérément armés, certains soldats ont fait preuve d'une grande résistance aux blessures. Lorsque ces personnages sont tués, ils laissent parfois tomber des munitions pour pistolet que vous pouvez récupérer et utiliser.
- Les Capitaines d'Assaut ressemblent aux Fantassins, à la différence qu'ils portent au poignet un système de téléportation (PITD) capable de les déplacer physiquement vers une autre destination, jusqu'à une certaine portée. Utilisé comme instrument d'assaut tactique, le PITD permet aux capitaines d'assaut de lancer à volonté des attaques surprises contre leur cible humaine. Ils laissent également parfois tomber des munitions pour pistolet que vous pouvez récupérer et utiliser.
- le Porcoflic (Pig Cop) est un agent alien transformé en phacochère mutant pour supprimer l'opposition humaine résiduelle[1]. Ils portent l'uniforme du LAPD mais les initiales ont été remplacées par l'acronyme « LARD ». Plutôt lent, le Porcoflic est néanmoins armé d'un fusil à canon scié et possède un gilet pare-balles qui le rend assez résistant. Il peut conduire des véhicules comme un vaisseau de reconnaissance. À sa mort, il lui arrive de laisser son arme qui apporte quelques munitions de fusils (shotgun) à Duke ou bien son gilet pare-balles ;
- Le Véhicule de Patrouille (Regognize Patrol Vehicle ou RPV) est un véhicule de reconnaissance aérodynamique et mortel, mû par antigravité, et piloté par des Porcoflics spécialement entraînés dans le but de maintenir la domination des envahisseurs dans les foyers de résistance humaine. Le mode d'attaque de ces vaisseaux est le mitraillage aérien à l'aide de canons laser latéraux. Leurs pilotes sont protégés par un système d'éjection automatique qui se déclenche quelques millièmes de secondes avant l'impact en cas de crash.
- l'Octocerveau (Octobrain) est une sorte de pieuvre volante qui peut lancer des décharges d'énergies mentales, ses dents tranchantes sont redoutables au corps à corps, il se sent mieux dans l'eau, beaucoup de jeux se sont inspirés de ce monstre dont World of warcraft ;
- le Protozoïde gélifonge est une créature largement inspirée du Facehugger d’Alien[2]. Après éclosion, la créature rampe jusqu'à Duke pour s'accrocher à son visage. Elle peut infliger des dégâts importants mais est facilement éliminable, ce monstre a la capacité de dévorer vos ennemis ou leurs cadavres, ce qui est assez utile dans le mode "Damn i'm good", attention à l'acide laissé quelquefois par terre lors de sa mort ;
- l'Enforcer : sorte de gros lézard mi-humain, celui-ci attaque avec la sulfateuse, il possède une résistance moyenne mais est incroyablement agile, il a la faculté de faire des bons géants ainsi que de cracher une substance qui aveugle Duke quelques secondes, il est surtout trouvé dans le deuxième chapitre "Lunar apocalypse" ;
- Le Frelon Sentinelle. Mort mécanique : il n' y a pas d'autre nom pour ces chiens de garde aéroportés des envahisseurs. Quand vous entendez le chuintement suraigu de leur système de propulsion par antigravité, il est probablement déjà trop tard. Le frelon vient percuter sa cible et explose avec une grande violence.
- le commandant d'assaut : il est énorme, c'est un extraterrestre très corpulent posé sur une plaque de métal qui lévite, son système anti-gravité lui permet d'aller partout mais il est plutôt lent (surtout dans les airs), sa présence est très facilement repérable grâce à son grognement très typique, il possède deux attaques, lancer des fusées (de puissance équivalente à une fusée de la nettoyeuse) et tourner comme une toupie au corps à corps, plutôt costaud (environ 2 roquettes pour le tuer) ;
- le Battlelord : c'est la version miniature du boss du premier chapitre et sans aucun doute le monstre le plus dangereux et le plus cruel de tout Duke Nukem, il apparaît rarement dans les niveaux, il possède un cri déchirant et possède une taille gargantuesque et il avance très rapidement s'il le veut. Lui aussi utilise plusieurs attaques : la mitrailleuse (équivalente à la sulfateuse de Duke) et la possibilité de lancer des grenades qui n'explosent que si elles touchent Duke (et très dangereuses). Pour l’achever, il faut lui lancer plus d'une demi-dizaine de roquettes, le joueur peut perdre beaucoup de points de santé s'il s'approche trop près du monstre ou s'il ne se protège et/ou s'arme pas assez ;
- les requins : présent uniquement dans l’eau, les requins ne sont pas très dangereux car ils ne sont que peu endurants (1 coup de fusil les explosent) mais ils peuvent infliger une perte d'une dizaine de points de santé lorsqu’ils mordent Duke. Ils sont de mèche avec les extraterrestres, et peuvent vous sentir et nager en tentant de vous mordre s'ils vous voient ;
- les canons : petits, les canons sont perchés au sommet d'un petit cylindre gris épais accroché au sol. Ayant été créés par les extraterrestres, les canons attaquent Duke en l'arrosant littéralement de missiles lasers, de puissance équivalente à un demi-missile laser du soldat d'assaut, il peut occasionner beaucoup de dégâts si le joueur s'approche trop près, heureusement il est facilement éliminable, notamment avec une arme de précision.

## Univers du jeu

### Atmosphère
Par rapport aux épisodes précédents, Duke Nukem 3D adopte un ton résolument plus adulte et souvent très politiquement incorrect. Le jeu est une parodie de l'univers des séries Z et du cinéma gore, à commencer par son héros qui incarne l'archétype du mâle tout-puissant, macho, brutal, vulgaire et narcissique. Dans cet univers trash, tout tourne autour des armes à feu, du sexe et des clichés de la science-fiction. Tout le long du jeu, Duke, à travers la voix de Jon St. John (ou de Michel Roy en VF dans la version PlayStation), fait régulièrement des commentaires pleins d'humour noir et de grivoiseries sur tout ce qui l'entoure.
Les lieux visités dans le jeu sont extrêmement variés, du fast-food à la station spatiale en passant par la villa japonaise, et amène souvent le joueur à visiter des lieux glauques, délabrés et peu fréquentables (cinéma pornographique, boîte de striptease, prison…). Les graphismes du jeu sont tournés vers le réalisme et fourmillent de détails. De très nombreuses interactions avec l'environnement sont permises, généralement inutiles à la progression mais destinées à renforcer l'ambiance, que ce soit avec des interrupteurs, des toilettes, ou des tables de billard. Chaque niveau est pensé pour accueillir de nombreux passages secrets, souvent rendus accessibles justement en interagissant avec le décor. Ces passages peuvent receler des armes, des ennemis, des clins d'œil humoristiques, voire des accès vers des niveaux secrets.
En dehors des extraterrestres, les seuls personnages croisés dans le jeu sont des prostituées ou des stripteaseuses. Même si elles n'apportent aucune aide, Duke peut interagir avec, par exemple en leur glissant un billet pour les faire danser (You wanna dance?) ou pour encourager les stripteaseuses à en montrer plus (Shake it, Baby!)
Grabbag, la musique thématique du jeu, a été composée par Lee Jackson. En 1999, le groupe de metal Megadeth reprit la chanson et l'inclut dans la version japonaise de leur album Risk.